# Bromos (Kentaur)

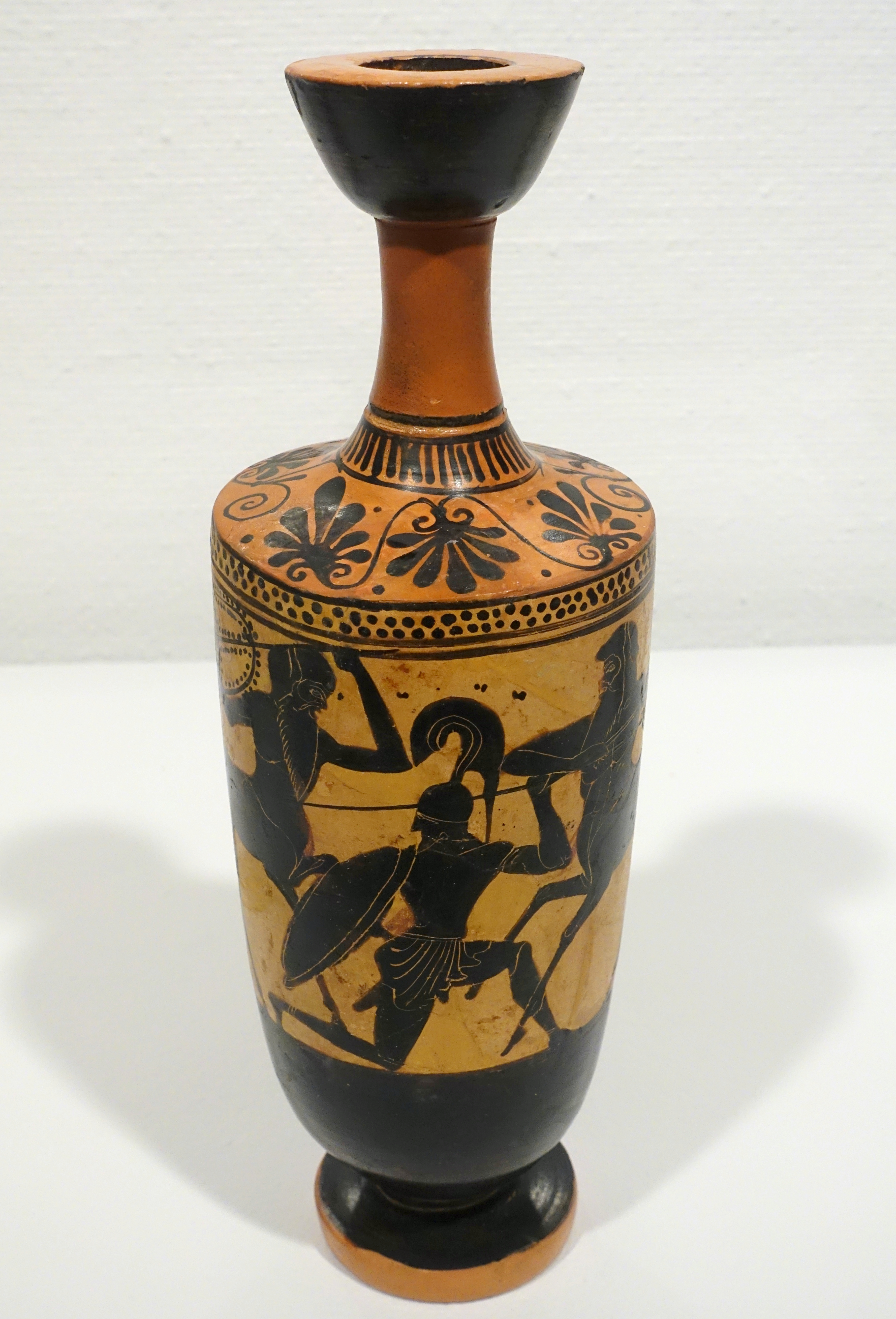
Attisch-weißgrundige Lekythos, um 490 v. Chr.: Zwei Kentauren attackieren Kaeneus

Bromos ist ein Kentaur, der in der Kentauromachie auf der Hochzeit des Peirithoos vom Lapithen Kaineus getötet wird. Einzige Quelle ist das 12. Buch der ovidschen Metamorphosen.

## Name
Er kommt aus dem griechischen Βρόμος, Brómos, Krach, Geräusch und gehört somit zu den naturnahen Kentaurennamen. Einige „sollen offenbar das lärmende und geräuschvolle Treiben der Kentauren ausdrücken, welche Vorstellung sich … leicht aus der ursprünglichen Anschauung tosender, brausender Bergströme erklärt,“ denn ursprünglich sind Kentauren Personifikationen der tosenden Gebirgsbäche. Der Name ist wohl „eine auch sonst bekannte Eigenart Ovids, mehr oder weniger frei erfunden“.

## Mythos
Bromos, der Lärmende und Geräuschvolle, hat gegen den unverwundbaren Kaineus keine Chance und wird als zweites Glied in einem Schwung mit einer ganzen Fünfergruppe niedergemacht. Nestor erzählt vor Troja den Untergang der Kentauren: 
Quínque necí Caeneús dederát Styphelúmque Bromúmque

Ántimachúmqu(e) Elymúmque secúriferúmque Pyrácmon;

vúlnera nón meminí, numerúm noménque notávi.
Eigenübersetzung in Prosa:

Caeneus hatte fünf (Kentauren) dem Tod übergeben, Styphelos und Bromus / und Antimachos und Elymus und den die Axt tragenden Pyrakmos. / An die Wunden erinnere ich mich nicht, Zahl und Namen (der Kentauren) habe ich behalten.
Übersetzung Suchier im Versmaß:

Caéneus séndete fǘnf in den Tód, Antímachos, Brómos,
 
Stýphelos, Élymus aúch und den Streítaxtträ́ger Pyrákmos,

wíe, das íst mir entfállen; die Záhl und die Námen behíelt ich.
Einzig sein Name hebt ihn aus der Masse heraus, es gibt keine Waffe, keine Kampfhandlung. Zum mythologischen Zusammenhang und zur literarischen Gestaltung der drei Verse siehe den Artikel Antimachos.

## Quelle
- Ovid: Metamorphosen 12, 459–461 (Wikisource).